# Eremo di San Gallo
L'eremo di San Gallo è un piccolo complesso religioso, formato da una chiesetta con annessa abitazione per gli eremiti, ubicato sulla cima dell'omonimo colle a Soligo, nel comune di Farra di Soligo.
L'altura terrazzata su cui si erge l'eremo consente un'ampia veduta su tutto il Quartier del Piave e sui colli circostanti (si distinguono ad esempio Rua di Feletto e Collalto di Susegana, oltre al lungo profilo del Montello).

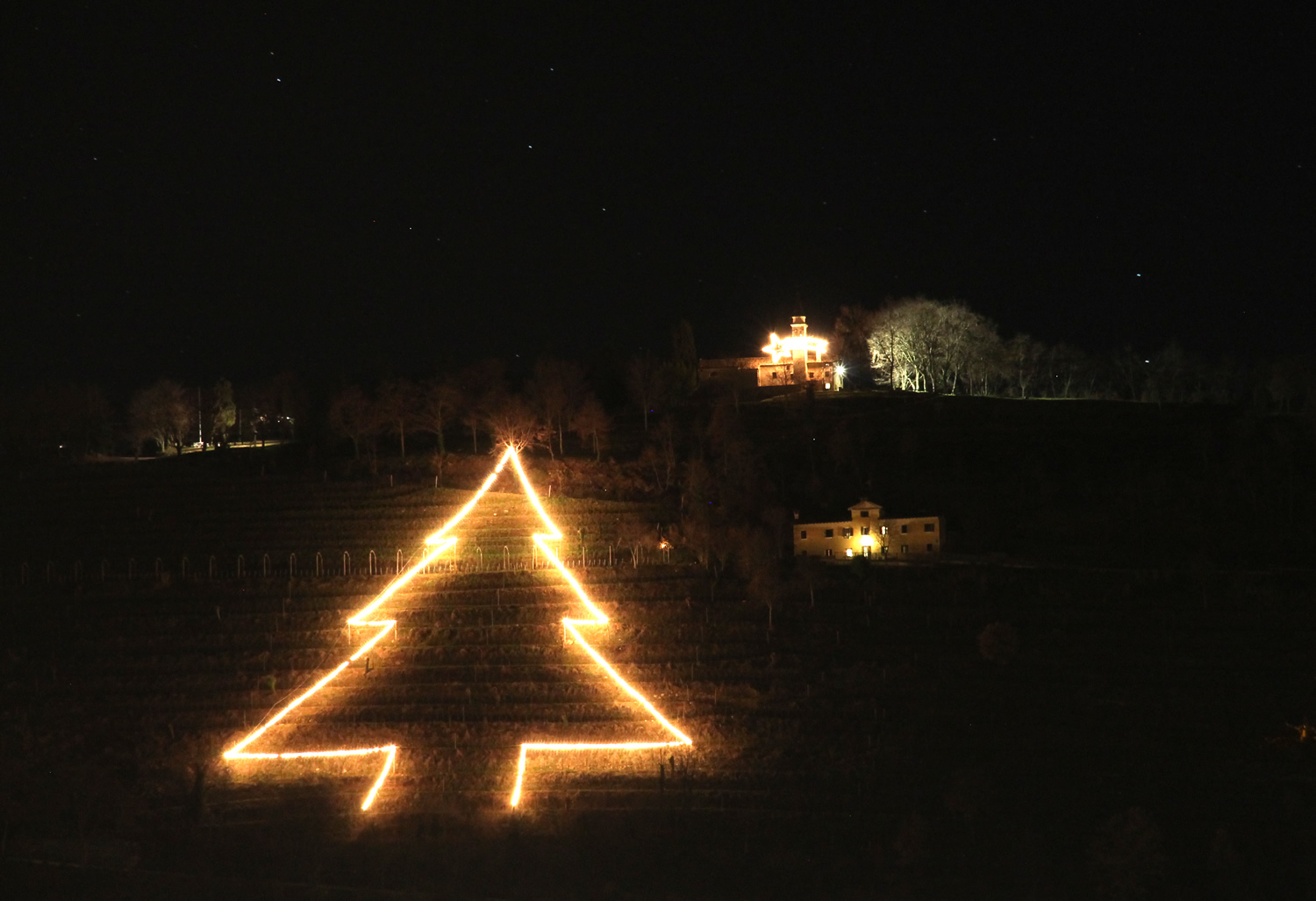
Albero natalizio di San Gallo

Durante il periodo Natalizio, nel fronte sud della collina rivolto verso Soligo, è possibile ammirare l'Albero di San Gallo. Un albero di Natale alto ben 112 metri e largo 65, illuminato da 950 grosse lampadine bianche (il secondo per dimensione dopo quello di Gubbio). Realizzato nel 1992, viene acceso ogni anno dall'8 dicembre al 6 gennaio. Per la sua posizione e dimensione è visibile da tutto il Quartier del Piave.

## Storia
La costruzione dell'eremo venne realizzata sui resti del castello di Soligo, distrutto nel 1378. Secondo la tradizione, fu costruita nel 1430 dal frate Egidio di Lombardia, che ne fece un luogo di eremitaggio grazie alla posizione isolata. In realtà, della chiesa si ha notizia già alla fine del Trecento..
L'intitolazione della chiesa a San Gallo è probabilmente testimonianza dei rapporti che quest'area aveva con l'Europa del nord, essendo zona di transito per commercianti e pellegrini che scendevano in Italia.
Nei secoli scorsi San Gallo era luogo di voti per assicurare il sonno ai bambini: qui si portavano infatti i «bambini troppo irrequieti, con la preghiera di calmarli»; fa riferimento a questa credenza la poesia San Gal sora la sòn del poeta pievigino Andrea Zanzotto.
Nel 1753 al complesso fu aggiunto l'attuale campanile.

## Descrizione
La chiesa dedicata a San Gallo è rivolta verso est, con facciata a capanna in stile romanico.
Il portale è rettangolare, sovrastato da un bassorilievo con stemmi e affiancato da due monofore.
Internamente la chiesa, ad una navata, conserva un affresco datato 7 agosto 1442 rappresentante Madonna in trono col Bambino e Santi, di cui uno è San Gallo.
Sul retro della chiesa si sviluppano gli annessi, alti due piani e con semplici aperture quadrangolari. Sul lato sud si erge il campanile, con cella campanaria aperta da bifore a sesto acuto.

## Galleria d'immagini

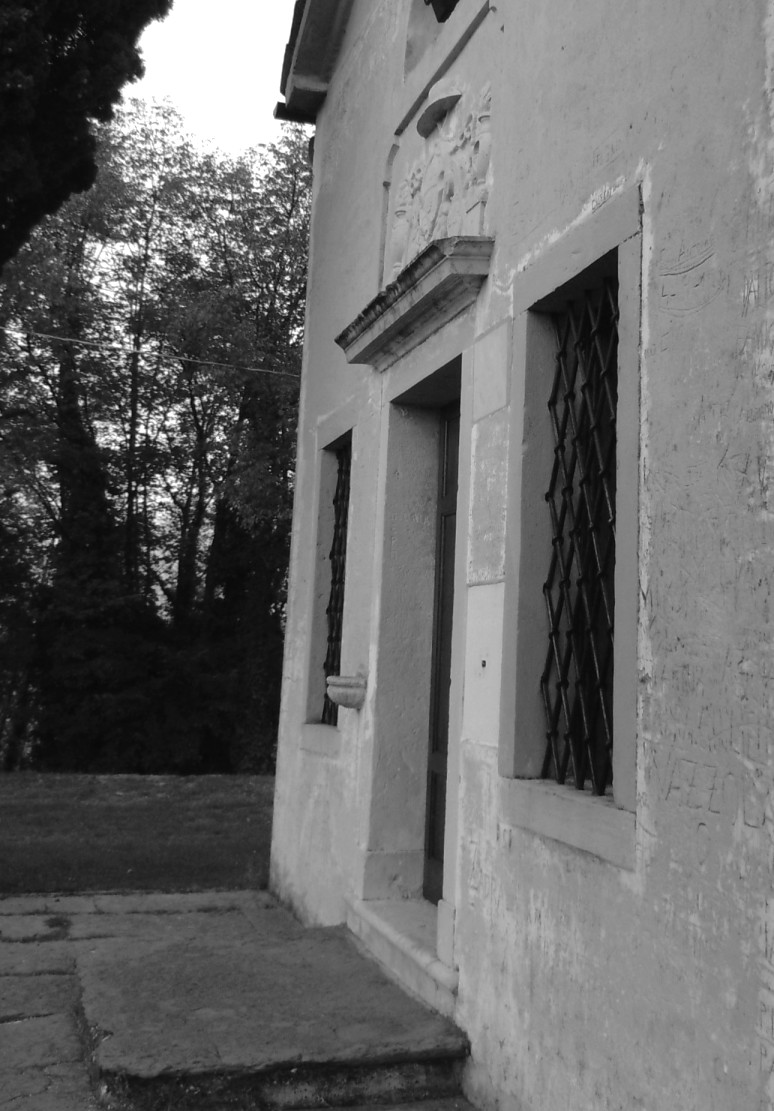
La facciata della chiesa
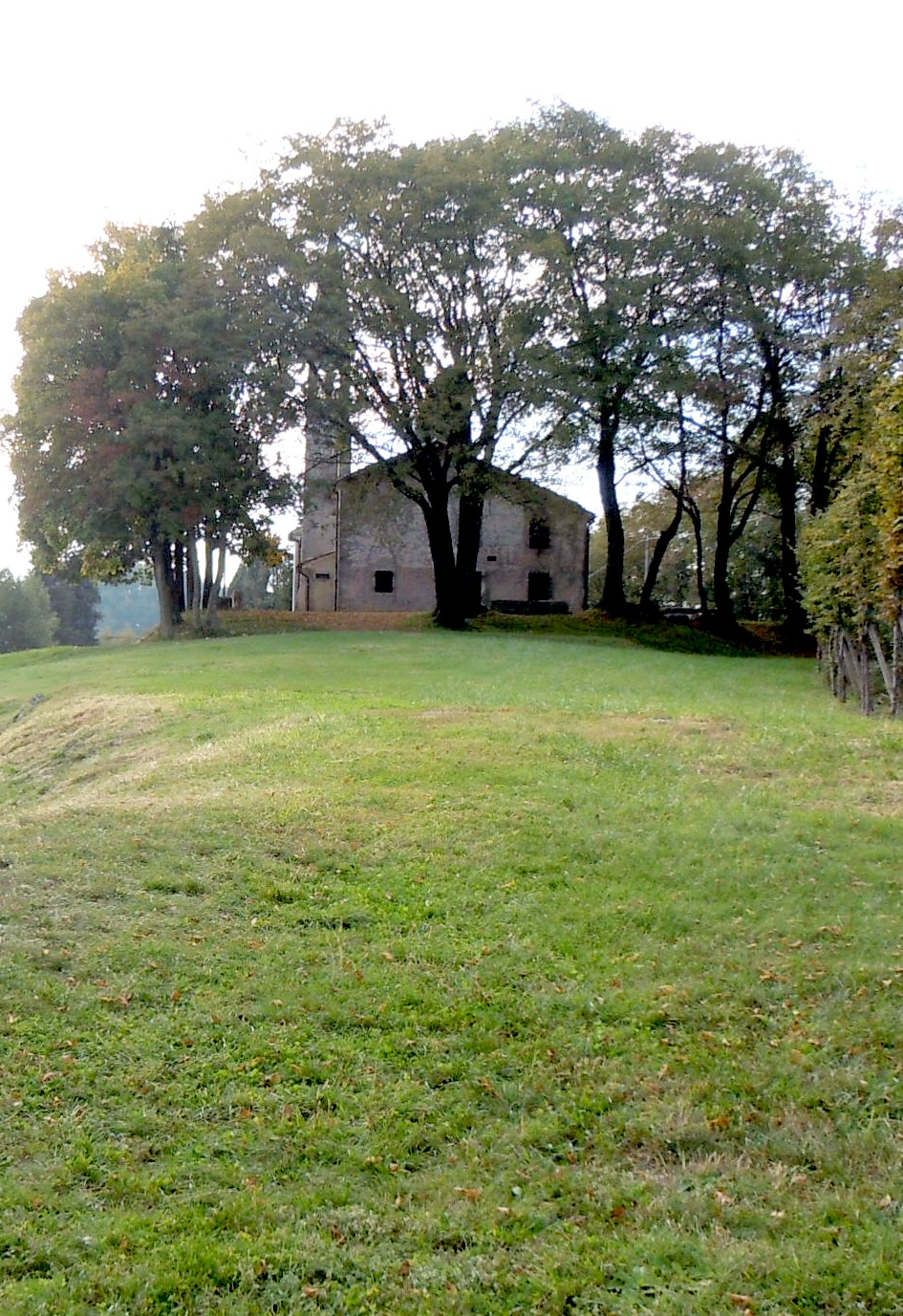
Il retro dell'eremo visto da est
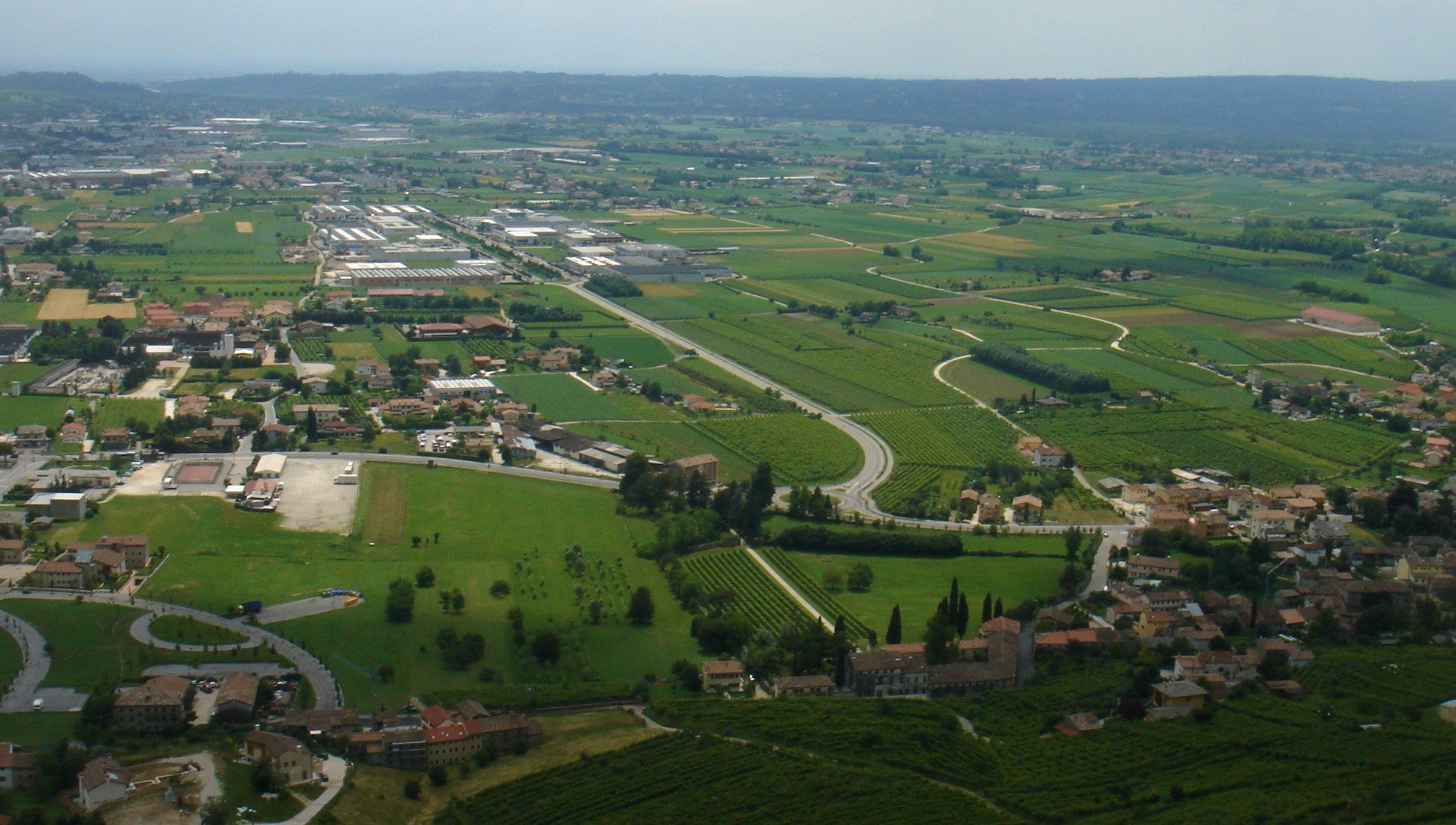
Veduta del Quartier del Piave da San Gallo
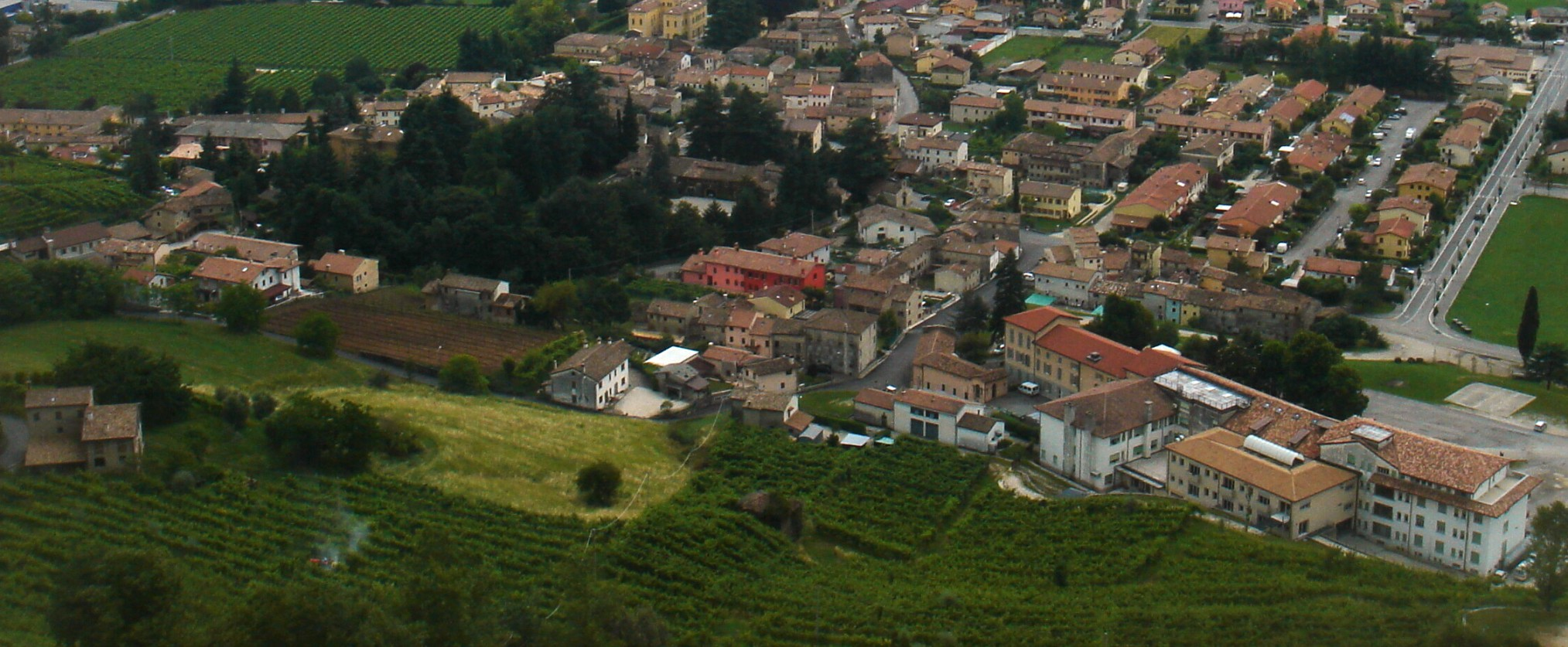
Veduta del centro di Soligo da San Gallo
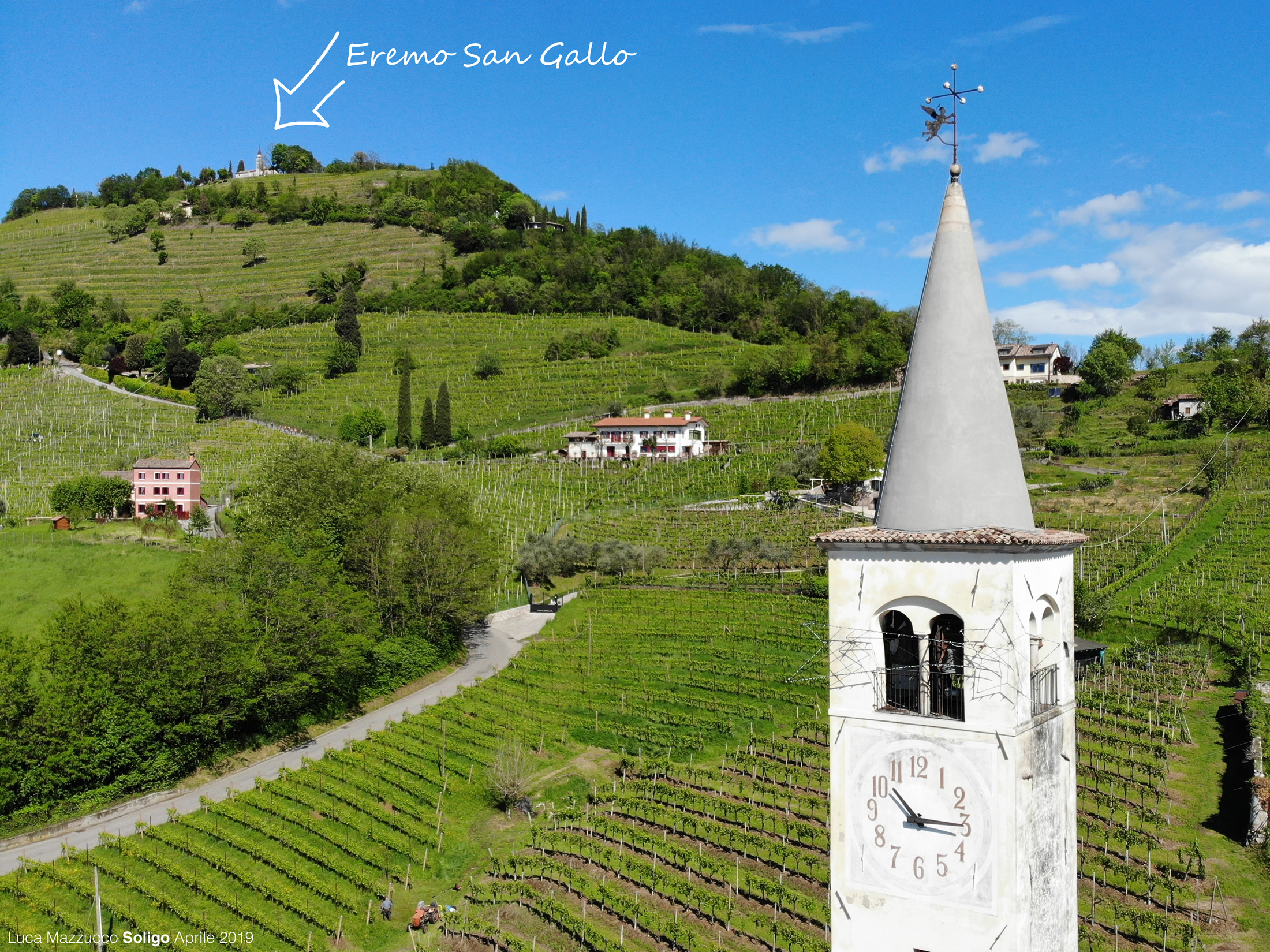
L'eremo visto dalla chiesa SS.Pietro e Paolo di Soligo